# HD 36187
HD 36187，又名CD-37 2220，SAO 195887、HR 1835，是一颗恒星，视星等为5.57，位于銀經241.75，銀緯-31.83，其B1900.0坐标为赤經5h 24m 48.5s，赤緯-37° -31.83′ 50″。